# Jan Dąbrowski (archeolog)
Jan Józef Dąbrowski (ur. 19 marca 1934 w Warszawie, zm. 17 lutego 2023 tamże) – polski archeolog.

## Życiorys
Absolwent VI Liceum Ogólnokształcącego im. Tadeusza Reytana w Warszawie (1951), w którym należał do 1 Warszawskiej Drużyny Harcerskiej im. Romualda Traugutta „Czarna Jedynka”. Ukończył studia wyższe na Wydziale Historycznym Uniwersytetu Warszawskiego (1955). W 1964 doktoryzował się w Instytucie Historii Kultury Materialnej w Warszawie (od 1992 Instytut Archeologii i Etnologii PAN) i w 1971 uzyskał tam habilitację. W 1991 otrzymał tytuł profesora nauk humanistycznych.
Wieloletni pracownik naukowy Instytutu Historii Kultury Materialnej i Instytutu Archeologii i Etnologii PAN (1965–2004). Prowadził również wykłady na Uniwersytecie Łódzkim (lata 70. i 90. XX w.), Uniwersytecie Mikołaja Kopernika w Toruniu (lata 90. XX w.) i na Uniwersytecie Rzeszowskim (początek XXI w.). Jego zainteresowania badawcze koncentrowały się na problematyce epoki brązu i wczesnej epoki żelaza w środkowej i wschodniej Europie. Prowadził wykopaliska przede wszystkim na stanowiskach kultury łużyckiej we wschodniej Polsce. Był autorem lub współautorem ok. 200 publikacji naukowych, w tym sześciu książek.
Pochowany w grobie rodzinnym na cmentarzu Powązkowskim w Warszawie.

## Odznaczenia
- Złoty Krzyż Zasługi[3]
- Złota odznaka „Za opiekę nad zabytkami”[3]
- Złota odznaka „Zasłużony dla Warmii i Mazur”[3]

## Publikacje książkowe
- Epoka brązu w północnowschodniej Polsce, Białystok 1997, ISBN 978-83-907455-1-0
- Ältere Bronzezeit in Polen. Starsza epoka brązu w Polsce, Warszawa 2004, ISBN 83-89499-14-2
- Polska przed trzema tysiącami lat. Czasy kultury łużyckiej, Warszawa 2009, ISBN 978-83-7436-213-9